# Galipoli
Galipoli (turško Gelibolu Yarımadası, grško Χερσόνησος της Καλλίπολης, latinizirano: Hersónisos tis Kallípolis) je polotok na jugu vzhodne Trakije v evropskem delu Turčije med Egejskim morjem na zahodu in prelivom Dardanele na vzhodu.  
Galipoli je italijanska oblika grškega imena Καλλίπολης (Kallípolis), ki pomeni 'lepo mesto', prvotnega imena sodobnega mesta Gelibolu. V antiki je bil polotok znan kot Trakijski polotok (starogrško Θρακικὴ Χερσόνησος, Thrakiké Chersónesos).  
Zahodno od polotoka je zaliv Saros, v antiki znan kot Melas, vzhodno pa Dardanele, v antiki znane kot Helespont. V antiki je polotok varoval Dolgi zid, zgrajen na najožjem delu polotoka v bližini starodavnega mesta Agora. Zid je bil dolg le 36 stadijev ali približno 6,5 km. Polotok je od tega zidu do skrajnega južnega rta Mastusia dolg 420 stadijev ali približno 77,5 km.

## Zgodovina

### Antika in srednji vek
V antiki je bil polotok Galipoli Grkom in kasneje Rimljanom znan kot Trakijski herson (iz grškega hersonios, 'polotok') Na njem je bilo več uglednih mest, vključno s Kardijo, Paktijo, Galipolijem, Alopekonisom, Sestom, Maditom in Eleom. Znan je bil po pridelavi pšenice in imel velik strateški pomen zaradi položaja na poti med Evropo in Azijo in predvsem zaradi nadzora nad plovno potjo med Sredozemljem in Črnim morjem. Glavno križišče kopenskih poti je bilo mesto Sest. 
Po Herodotu je polotok pred prihodom grških kolonizatorjev posedovalo tračansko pleme Dolonci, po Korneliju Nepotu 'barbari'. Priseljenci iz stare Grčije, večinoma jonskega in eolskega porekla, so na polotoku v 7. stoletju pr. n. št. ustanovili okoli dvanajst mest. Atenski državnik Miltiad starejši je okoli leta 560 pr. n. št. na Galipoliju ustanovil veliko atensko kolonijo, prevzel oblast nad celim polotokom in okrepil njegovo obrambo pred vdori s celine. Sčasoma je oblast okoli leta 524 pr. n. št. prešla na njegovega nečaka Miltiada mlajšega. Polotok so leta 493 pr. n. št. po začetku grško-perzijskih vojn (499–478 pr. n. št.) zasedli Perzijci. 
Po izgonu Perzijcev so na polotoku nekaj časa vladale Atene in ga leta 478 pr. n. št. vključile v Delsko zvezo. Atenci so na Galipoliju okoli leta 448 pr. n. št. ustanovili številne kleruhije in tja poslali dodatnih 1.000 naseljencev. Po odločilni bitki pri Ajgospotamih leta 404 pr. n. št. je oblast prevzela Šparta, vendar je kasneje ponovno pripadel Atenam. V 4. stoletju pr. n. št. je Trakijski herson postal žarišče hudega ozemeljskega spora med Atenami in Makedonijo na čelu s Filipom II. Leta 338 pr. n. št. je bil prepuščen Filipu. 
Po smrti Filipovega sina Aleksandra Velikega leta 323 pr. n. št. je Trakijski herson postal predmet spora med Aleksandrovimi nasledniki. Lizimah je tu ustanovil svojo prestolnico Lizimahijo. Leta 278 pr. n. št. so se na tem območju naselila keltska plemena iz Galatije v Anatoliji. Leta 196 pr. n. št. je polotok zasedel selevkidski kralj Antioh III., kar je vznemirilo Grke in jih spodbudilo, da so poiskali pomoč pri Rimljanih. Slednji so osvojili polotok in ga leta 188 pr. n. št. prepustili svojemu zavezniku Eumenu II. Pergamonskemu. Po izumrtju pergamonskih Atalidov leta 133 pr. n. št. je ponovno prešel v roke Rimljanom, ki so ga leta 129 pr. n. št. priključili k rimski provinci Aziji. Kasneje je postalo državno ozemlje (ager publicus), v času vladavine cesarja Avgusta pa celo cesarska last.  
Trakijski herson je bil del Vzhodnega rimskega cesarstva od njegove ustanovitve leta 395 n. št. do leta 1356. Izjema je bilo obdobje od leta 1204 do 1235, ko je bil v posesti Beneške republike. 
Leta 443 n. št. je na polotok Galipoli vdrl Hun Atila med eno od zadnjih faz svojega velikega pohoda tistega leta. Osvojil je mesti Kalipolis in Sest.
V noči med 1. in 2. marcem 1354 je močan potres uničil mesto Galipoli in njegovo mesto obzidje, kar je oslabilo njegovo obrambo.

### Osmansko obdobje

#### Osvojitev
Mesec dni po uničujočem potresu leta 1354 so Osmani oblegali in zavzeli mesto Galipoli in ga spremenili v prvo osmansko trdnjavo v Evropi in izhodišče za svojo širitev na Balkan. V savojski križarski vojni so ga leta 1366 ponovno zavzeli Bizantinci, vendar so ga morali po obleganju septembra 1376 vrniti Osmanom. Tam živečim Grkom je bilo dovoljeno živeti po starih običajih. V 19. stoletju je bil Galipoli (osmansko turško گلیبولو, Gelibolu) okrožje (kaymakamlik) v Odrinskem vilajetu. Imel je približno 30.000 prebivalcev, večinoma Grkov, Turkov, Armencev in Judov.

#### Krimska vojna (1853–1856)
Galipoli je leta 1854 med krimsko vojno postal glavno taborišče britanskih in francoskih sil. Pristanišče je bilo vmesna postaja med Sredozemljem in Istanbulom, nekdanjim Konstantinoplom.
Marca 1854 so britanski in francoski inženirji zgradili 11,5 km dolgo obrambno linijo, da bi zaščitili polotok pred morebitnim ruskim napadom in zagotovili nadzor nad prehodom v Sredozemsko morje.:414

#### Prva balkanska vojna (1912–1913)
Med prvo balkansko vojno je prišlo do bitke pri Bulairu leta 1913 in več manjših spopadov, v katerih se je osmanska vojska bojevala v grških vaseh okoli Galipolija. Poročilo Mednarodne komisije za balkanske vojne omenja uničevanje vasi in poboje grškega in bolgarskega prebivalstva na tem območju s strani osmanske vojske.
Po koncu balkanske vojne so se izgnanci iz evakuiranih vasi lahko vrnili. Ker je vlada samo Turkom dovolila obnovo in opremljanje domov, so bili izgnani Grki prisiljeni ostati v Galipoliju. 

#### Prva svetovna vojna: Galipolska kampanja (1914–1918)
Med prvo svetovno vojno (1914-1918) so se francoske, britanske in zavezniške sile (avstralske, novozelandske, novofundlandske, irske in indijske) bojevale v galipolski kampanji (1915-1916) na polotoku in v njegovi bližini, da bi zavarovale morsko pot in razbremenile svojo vzhodno zaveznico Rusijo. Osmani so vzdolž polotoka postavili obrambne utrdbe in zaustavili invazivne sile.  
V začetku leta 1915 so Britanci poskušali doseči strateško prednost v prvi svetovni vojni z zavzetjem Istanbula in organizirali napad francoskih, britanskih in zavezniških sil na polotok Galipoli. Prve avstralske čete so se izkrcale v Zalivu ANZAC zgodaj zjutraj 25. aprila 1915. Po osmih mesecih težkih bojev so se 9. januarja 1916 umaknili še zadnji zavezniški vojaki. 
Kampanjo, eno največjih osmanskih zmag med prvo svetovno vojno, zgodovinarji obravnavajo kot ponižujoč zavezniški neuspeh. Turki menijo, da je bila zmaga odločilni trenutek v zgodovini njihovega naroda, zadnji vzpon v obrambi domovine med razpadanjem Osmanskega cesarstva. Zmaga je bila podlaga za turško vojno za neodvisnost in ustanovitev republike Turčije pod predsednikom Mustafo Kemalom Atatürkom, ki se je izkazal kot poveljnik na Galipoliju.  
Osmansko cesarstvo je leta 1915 uvedlo vojaško odlikovanje Galipolska zvezda in jo podeljevalo ves čas prve svetovne vojne.  
Galipolska kampanja je bila prva večja vojaška akcija Avstralije in Nove Zelandije (ANZAC) kot neodvisnih britanskih dominionov. Datum pristanka, 25. april, je znan kot Dan ANZAC. Na ta dan potekajo v Avstraliji in Novi Zelandiji najpomembnejše komemoracije vojaških žrtev in vojnih veteranov. 
Na strani zaveznikov je bil eden od promotorjev ekspedicije prvi lord britanske admiralitete Winston Churchill. Poraz je povzročil veliko škodo njegovemu ugledu, ki je trajala več let. 
Osnovni strateški koncept kampanje je bil dober, vendar vojaške sile v prvi svetovni vojni niso imele logističnih, tehnoloških in taktičnih zmogljivosti za izvedbo operacije takšnega obsega proti odločnemu in dobro opremljenemu branilcu. Pogoji za uspešno izvedbo takšne kampanje so bili doseženi šele tri desetletja pozneje med uspešnimi zavezniškimi invazijami v Evropi in na Tihem oceanu med drugo svetovno vojno.  
Pred zavezniškim izkrcanjem aprila 1915 je Osmansko cesarstvo deportiralo grške prebivalce iz Galipolija in okolice ter z otokov v Marmarskem morju v notranjost države, kjer so bili prepuščeni na milost in nemilost sovražnim Turkom. Njihovi domovi in živina so postali plen domačih plenilcev.

#### Grško-turška vojna (1919–1922)
Med grško-turško vojno 1919–1922, ki velja za del turške osamosvojitvene vojne, so mesto Galipoli 4. avgusta 1920 zasedle grške čete. Po sklenitvi premirja v Mudrosu 30. oktobra 1918 je mesto kot Kallipolis postalo središče grške prefekture. Po sklenitvi premirja v Mudanji oktobra 1922 je bila Grčija prisiljena Turčiji odstopiti vzhodno Trakijo. Mesto so 20. oktobra 1922 za kratek čas zasedle britanske enote, potem pa je bil 26. novembra 1922 dokončno vrnjen Turčiji.
Po porazu ruske Bele armade generala Petra Vrangela je bilo leta 1920 mnogo emigrantov in njihovih družin s Krimskega polotoka evakuiranih v Galipoli. Od tam so mnogi odšli v evropske države, med njimi tudi v Jugoslavijo. 
Na polotoku Galipoli je še vedno veliko pokopališč in vojnih spomenikov.  

#### Turška republika
Med letoma 1923 in 1926 je bil Galipoli središče province Gelibolu, ki je obsegala okrožja Gelibolu, Eceabat, Keşan in Şarköy. Po razpadu province je postalo okrožno središče v Provinci Çanakkale.  

## Pomembni ljudje
- Ahmed Bican Yazıcıoğlu (? – ok. 1466), osmanski avtor najslavnejše kozmografije Dürr-i Meknûn
- Ahmed Muhidin Piri, bolj znan kot Piri Reis (ok. 1465 – 1553), osmanski pomorščak, geograf in kartograf
- Mustafa Ali (1541 – 1600), zgodovinar in pisec
- Sofia Vembo (1910–1978), grška pevka in igralka